# Гроттамінарда
Гроттамінарда, Ґроттамінарда (італ. Grottaminarda) — муніципалітет в Італії, у регіоні Кампанія,  провінція Авелліно.
Гроттамінарда розташована на відстані близько 240 км на південний схід від Рима, 75 км на схід від Неаполя, 29 км на північний схід від Авелліно.
Населення — 8202 особи (2014).
Щорічний фестиваль відбувається 7 березня. Покровитель — San Tommaso.Також у місті проживають іноземці, громадяни Росії, України, Румунії, Білорусі. У відпустку в серпні з інших країн приїздять корінні жителі міста, які за певних обставин були змушені переїхати до США і Австралії, Німеччини і інших європейських межуючих країн.

## Демографія
Населення за роками:

Станом на 1 січня 2023 року в муніципалітеті офіційно проживало 200 іноземців з 28 країн, серед них 54 громадяни країн Євросоюзу та 50 громадян України.

## Сусідні муніципалітети
- Аріано-Ірпіно
- Боніто
- Флумері
- Фонтанароза
- Фридженто
- Джезуальдо
- Меліто-Ірпіно
- Мірабелла-Еклано